# Convertitore a vero valore efficace
Quando si misura il valore di un segnale di corrente alternata, è spesso necessario convertirlo in un segnale di corrente continua di valore equivalente (conosciuto come valore efficace o valore quadratico medio, RMS). Questo processo può essere abbastanza complesso (vedi valore efficace per una spiegazione matematica più dettagliata). La maggior parte delle strumentazioni di basso costo e convertitori di segnale (per esempio multimetri portatili) produce questa conversione ricavando il valor medio del segnale raddrizzato e moltiplicandolo per un fattore di correzione (per i segnali sinusoidali, il fattore è circa 1.111).
Il valore del fattore di correzione applicato è giusto soltanto se il segnale di ingresso è sinusoidale. Il vero valore efficace è proporzionale all'area sottesa dalla curva e non al valor medio della curva stessa. Per ogni forma d'onda data, il rapporto tra valor medio e l'area sottesa dalla curva sarà costante e, poiché la maggior parte delle misure è effettuata su quelle che nominalmente sono onde sinusoidali, utilizzando questo fattore di correzione, viene assunto questo tipo di forma d'onda, ma ogni distorsione o offset comporterà degli errori. Sebbene nella maggior parte dei casi ciò produca risultati adeguati, una conversione corretta o la  misura di onde non sinusoidali richiede un convertitore più complesso e costoso, conosciuto come convertitore a vero valore efficace.

## Convertitori termici
Il vero valore efficace di una corrente alternata è anche conosciuto come valore termico, poiché è una tensione equivalente al valore di corrente continua che sarebbe richiesto per ottenere lo stesso effetto termico. Per esempio, se applichiamo una forma d'onda di tensione alternata il cui valore efficace è 220V a un elemento resistivo che si riscalda, esso si riscalderà esattamente come se avessimo applicato una tensione continua di 220V.
Questo principio era sfruttato nei primi convertitori termici. Il segnale alternato viene applicato ad un piccolo elemento riscaldante accoppiato con un termistore da usare in una misura di corrente continua. Questa tecnica non è particolarmente precisa, ma può misurare qualsiasi forma d'onda a qualsiasi frequenza. Un suo grosso difetto è la bassa impedenza, quindi la potenza utilizzata per scaldare il termistore viene dal circuito che si sta misurando. Se il circuito in esame può sopportare la corrente di riscaldamento, allora è possibile fare un calcolo successivo alla misura per correggere questo effetto, nel caso in cui l'impedenza dell'elemento riscaldante sia conosciuta. Se il segnale è piccolo, allora è necessario un preamplificatore, e le capacità di misura dello strumento saranno limitate a questo preamplificatore.
I convertitori termici sono diventati piuttosto rari, ma, poiché sono abbastanza semplici ed economici, sono ancora usati dagli amatori radio e dagli hobbisti, che possono riutilizzare l'elemento termico di uno strumento vecchio e poco affidabile in un loro progetto.

## Convertitori analogici elettronici
I convertitori elettronici analogici utilizzano moltiplicatori analogici in una configurazione specifica che permette di calcolare il quadrato del segnale di ingresso e lo integra. Diversamente dai convertitori termici, questi sono soggetti a limitazioni di banda che li rendono inadatti per la maggior parte delle misure a radiofrequenza. Sono richieste tecniche specifiche per produrre circuiti integrati sufficientemente accurati per calcoli analogici complessi e, molto spesso, dispositivi di misura equipaggiati con questi circuiti offrono una conversione a vero valore efficace come un optional dal notevole prezzo aggiuntivo.

## Convertitori digitali di valore efficace
Se una forma d'onda è stata digitalizzata, allora il vero valore efficace può essere calcolato direttamente. La maggior parte degli oscilloscopi digitali include una funzione per dare il valore efficace di una forma d'onda. Ovviamente, la precisione e la banda della conversione dipende interamente dalla conversione analogico-digitale. Nella maggior parte dei casi, le misure a vero valore efficace sono fatte su forme d'onda ripetitive e, sotto queste condizioni, gli oscilloscopi digitali e alcuni sofisticati multimetri digitali sono in grado di ottenere grandi larghezze di banda grazie al fatto che campionano a una frazione della frequenza del segnale per ottenere un effetto stroboscopico.